# ديبكونف (حزمة برمجية)
ديبكونف (بالإنجليزية: debconf) هي برمجية مساعدة لأداء مهام التكوين والاعداد على مستوى النظام على أنظمة التشغيل الشبيهة بيونكس. طورت الاداة لتوزيعة دبيان جنو/لينكس، وتتكامل بشكل وثيق مع نظام إدارة حزم دبيان. عندما تقوم بتثبيت حزم فان ديبكونف يقوم بطرح أسئلة على المستخدم تحدد محتويات ملفات الاعداد, وتقوم بخلق ملف الاعداد وتحديد الحزم التي سوف تربط بهذا الملف على مستوى النظام. بعد تنصيب الحزم فانه من الممكن ان تقوم باعادة تهيئة وضبط ملف الاعداد من جديد باستخدام نظام إدارة حزم دبيان, أو برنامج مثل سينابتك
تصميم ديبكونف يسمح للمستخدم بالرد على أسئلة الاعداد بسبب تصميم واجهته, فهناك واحدة نصية, وأخرى لكيدي, وثالثة لجنوم. التي جميعها مصممة بلغة بايثون.
تم كتابة بيكونف بلغة بيرل. خلال تطوير مثبت دبيان تم تطوير التطبيق بلغة السي, الذي أصبح يشير إلى الاداة بيكونف.
بيكونف لايقوم بتكوين الحزم تلقائيا, بل يقوم بسؤالك أسئلة تحدد طبيعة الملف الناتج الذي يخزن في قوالب.